# Gibraltarská skála
Rock of Gibraltar (česky Gibraltarská skála, případně jen The Rock) je nejvyšším místem na Gibraltaru a zároveň zabírá většinu území Gibraltaru. Vápencová skála je od východu velice strmá, zatímco od západu je sklon celkem pozvolný. Celá skála je protkána systémem tunelů, protože sloužila jako pevnost. Většina náhorní plochy skály leží v přísné přírodní rezervaci. Důvodem ochrany je asi 250 jedinců magota bezocasého (jediné divoce žijící opice v Evropě). Na úpatí Gibraltarské skály stojí stejnojmenné městečko.
Dodnes je celý Gibraltar zámořské území Spojeného království.

## Historie
Skála byla strategicky umístěna a lákala k usazení. Ve starověku byla považována za jeden z Herkulových sloupů. V 8. století na skále vybudovali Arabové pevnost Jbel al-tárik (Tárikova skála). Roku 1462 pevnost dobyli Španělé a roku 1704 Britové během války o španělské dědictví. Gibraltarská skála společně s poloostrovem se stala důležitou britskou námořní (a později i leteckou) základnou. Tu Britové začali krátce po obsazení opevňovat. Ve skále byly prokopány tunely a vybudovány dělostřelecké baterie, ve 20. století schopné svou střelbou pokrýt celý Gibraltarský průliv. Ty byly od 70. let vyřazeny z provozu a až do rekonstrukce v roce 2009 byly uzavřeny. O rok později byly otevřeny turistům.

## Fotografie

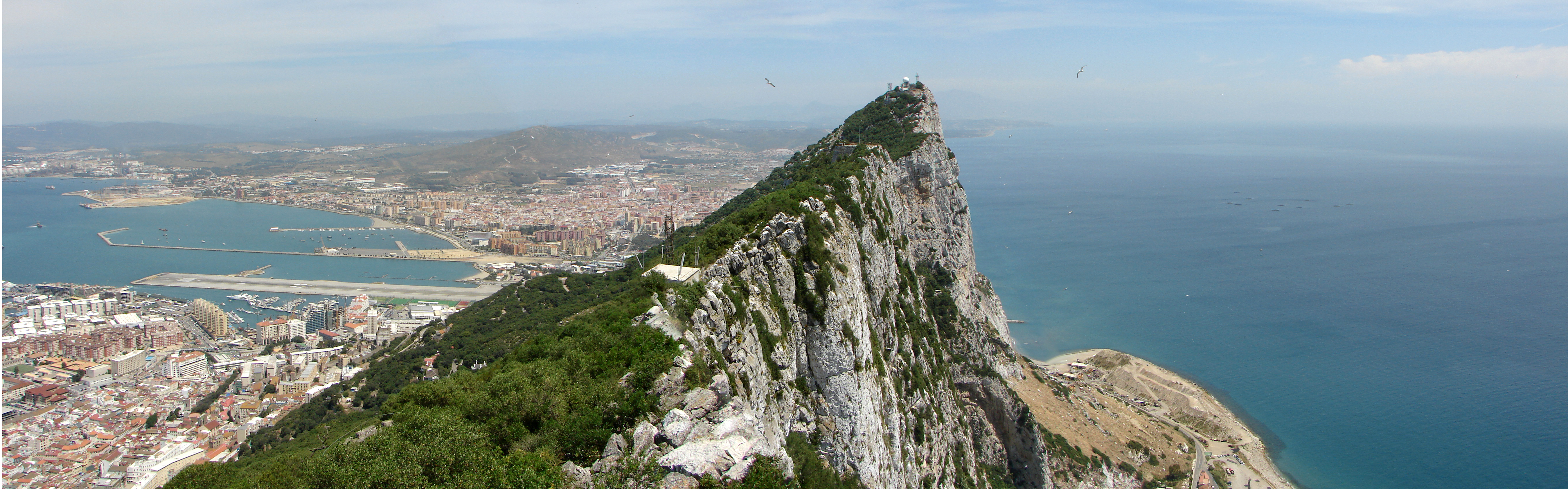
Výhled z vrcholu na sever

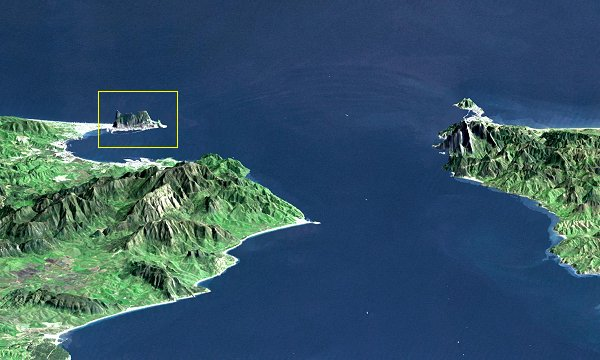
Gibraltarský průliv (Rock of G. v rámečku)